# Europese kampioenschappen mountainbike 2018

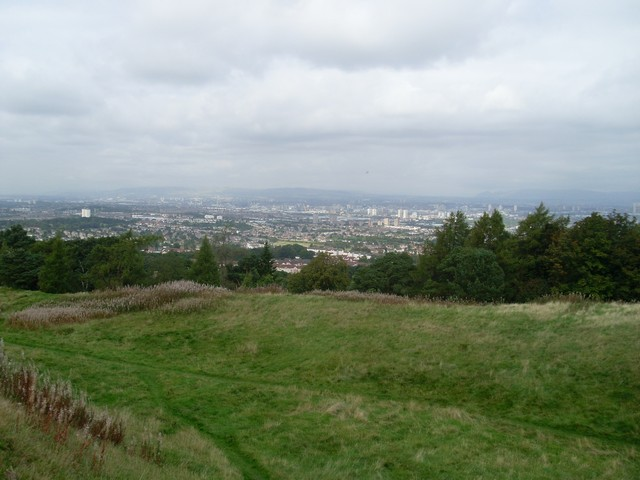
Cathkin Braes ten zuidoosten van Glasgow

De Europese kampioenschappen mountainbike 2018 werden op op verschillende data gehouden voor verschillende onderdelen in verschillende landen.

## Gastplaatsen
Onderstaande tabel geeft de gastplaatsen weer gerangschikt op datum.
| Datum      | Plaats       | Onderdeel                         |
| ---------- | ------------ | --------------------------------- |
| 6-8 april  | Lousã        | Downhill                          |
| 22 april   | Spilimbergo  | Marathon                          |
| 30 juni    | Vielha       | Ultra marathon                    |
| 20-21 juli | Moudon       | Trials                            |
| 27 juli    | Graz         | Eliminator                        |
| 29 juli    | Stattegg     | Cross-country junioren & beloften |
| 7 augustus | Glasgow      | Cross-country elite               |
| 9 december | Scheveningen | Strandrace                        |

## Cross-country

### Mannen

#### Elite[1]
| №  | Naam                      | Land                | Tijd     |
| -- | ------------------------- | ------------------- | -------- |
| 1  | Lars Forster              | Zwitserland         | 01:33:01 |
| 1  | Luca Braidot              | Italië              | 01:33:25 |
| 1  | David Valero              | Spanje              | 01:33:36 |
| 4  | Lukas Flückiger           | Zwitserland         | 01:33:40 |
| 5  | Reto Indergand            | Zwitserland         | 01:33:51 |
| 6  | Stephane Tempier          | Frankrijk           | 01:33:56 |
| 7  | Anton Sintsov             | Rusland             | 01:34:09 |
| 8  | Marco Fontana             | Italië              | 01:34:24 |
| 9  | Georg Egger               | Duitsland           | 01:34:26 |
| 10 | Ondřej Cink               | Tsjechië            | 01:34:33 |
| 11 | Florian Vogel             | Zwitserland         | 01:34:40 |
| 12 | Nicola Rohrbach           | Zwitserland         | 01:34:45 |
| 13 | Jens Schuermans           | België              | 01:34:51 |
| 14 | Andri Frischknecht        | Zwitserland         | 01:34:58 |
| 15 | Ben Zwiehoff              | Duitsland           | 01:35:11 |
| 16 | Martins Blums             | Letland             | 01:35:18 |
| 17 | Daniele Braidot           | Italië              | 01:35:29 |
| 18 | Mirko Tabacchi            | Italië              | 01:35:54 |
| 19 | Kevin Panhuyzen           | België              | 01:36:09 |
| 20 | Grant Ferguson            | Verenigd Koninkrijk | 01:36:17 |
| 21 | Marek Konwa               | Polen               | 01:36:24 |
| 22 | Timofei Ivanov            | Rusland             | 01:36:27 |
| 23 | Bartlomiej Wawak          | Polen               | 01:36:30 |
| 24 | Carlos Coloma             | Spanje              | 01:36:37 |
| 25 | Michiel van der Heijden   | Nederland           | 01:36:43 |
| 26 | Nicholas Pettina          | Italië              | 01:36:57 |
| 27 | Jan Skarnitzl             | Tsjechië            | 01:37:00 |
| 28 | Jan Vastl                 | Tsjechië            | 01:37:04 |
| 29 | Sergio Manteco Gutierrez  | Spanje              | 01:37:21 |
| 30 | Martin Gluth              | Duitsland           | 01:37:36 |
| 31 | Martin Loo                | Estland             | 01:37:56 |
| 32 | Martin Haring             | Slowakije           | 01:38:32 |
| 33 | Nadir Colledani           | Italië              | 01:38:42 |
| 34 | Gioele Bertolini          | Italië              | 01:38:42 |
| 35 | Sebastian Fini Carstensen | Denemarken          | 01:38:44 |
| 36 | Thomas Litscher           | Zwitserland         | 01:39:17 |
| 37 | Matthias Wengelin         | Zweden              | 01:39:23 |
| 38 | Christian Pfäffle         | Duitsland           | 01:39:50 |
| 39 | Michael Olsson            | Zweden              | 01:40:07 |
| 40 | András Parti              | Hongarije           | 01:40:53 |
| 41 | Arnis Petersons           | Letland             | 01:41:32 |
| 42 | Jaroslav Kulhavý          | Tsjechië            | 01:42:09 |
| 43 | Mário Costa               | Portugal            | 01:42:38 |
| 44 | Guy Sessler               | Israël              | 01:44:31 |
| 45 | Sakari Lehtinen           | Finland             | 01:45:19 |
| 46 | Ingvar Omarsson           | IJsland             | 01:45:58 |
| 47 | Ondrej Glajza             | Slowakije           | 01:46:17 |
| 48 | Gareth McKee              | Ierland             | 01:47:12 |
| 49 | Ricardo Marinheiro        | Portugal            | -1LAP    |
| -  | Pablo Rodriguez           | Spanje              | DNF      |
| -  | Mathieu van der Poel      | Nederland           | DNF      |
| -  | Manuel Fumic              | Duitsland           | DNF      |
| -  | Sergey Nikolaev           | Rusland             | DNF      |

#### Beloften[2]
| №      | Naam            | Land        | Tijd    |
| ------ | --------------- | ----------- | ------- |
| Goud   | Joshua Dubau    | Frankrijk   | 1:25:23 |
| Zilver | Filippo Colombo | Zwitserland | 1:25:42 |
| Brons  | Milan Vader     | Nederland   | 1:26:06 |

#### Junioren[3]
| №      | Naam             | Land        | Tijd    |
| ------ | ---------------- | ----------- | ------- |
| Goud   | Alexander Balmer | Zwitserland | 1:11:48 |
| Zilver | Simone Avondetto | Italië      | 1:12:03 |
| Brons  | Leon Kaiser      | Duitsland   | 1:12:10 |

### Vrouwen

#### Elite[4]
| №  | Naam                      | Land                | Tijd     |
| -- | ------------------------- | ------------------- | -------- |
| 1  | Jolanda Neff              | Zwitserland         | 01u31:29 |
| 1  | Pauline Ferrand-Prévot    | Frankrijk           | 01u33:33 |
| 1  | Githa Michiels            | België              | 01u34:56 |
| 4  | Maja Włoszczowska         | Polen               | 01u35:04 |
| 5  | Elisabeth Brandau         | Duitsland           | 01u35:37 |
| 6  | Anne Tauber               | Nederland           | 01u35:46 |
| 7  | Kathrin Stirnemann        | Zwitserland         | 01u36:51 |
| 8  | Eva Lechner               | Italië              | 01u37:37 |
| 9  | Ramona Forchini           | Zwitserland         | 01u37:47 |
| 10 | Linda Indergand           | Zwitserland         | 01u38:11 |
| 11 | Julie Bresset             | Frankrijk           | 01u38:27 |
| 12 | Tanja Žakelj              | Slovenië            | 01u38:49 |
| 13 | Gunn-Rita Dahle Flesjå    | Noorwegen           | 01u38:57 |
| 14 | Sabrina Enaux             | Frankrijk           | 01u39:00 |
| 15 | Olga Terentyeva           | Rusland             | 01u39:33 |
| 16 | Adelheid Morath           | Duitsland           | 01u40:15 |
| 17 | Jitka Škarnitzlová        | Tsjechië            | 01u40:27 |
| 18 | Barbara Benkó             | Hongarije           | 01u40:29 |
| 19 | Karla Štěpánová           | Tsjechië            | 01u41:28 |
| 20 | Serena Calvetti           | Italië              | 01u41:43 |
| 21 | Paula Gorycka             | Polen               | 01u41:52 |
| 22 | Fabienne Schaus           | Luxemburg           | 01u41:59 |
| 23 | Janika Loiv               | Estland             | 01u42:11 |
| 24 | Hana Ježková              | Tsjechië            | 01u42:39 |
| 25 | Katarzyna Solus-Miśkowicz | Polen               | 01u43:06 |
| 26 | Linn Gustafzzon           | Zweden              | 01u44:11 |
| 27 | Claudia Galica Cotrina    | Spanje              | 01u44:55 |
| 28 | Guzel Akhmadullina        | Rusland             | 01u45:30 |
| 29 | Aleksandra Podgorska      | Polen               | 01u46:27 |
| 30 | Joana Monteiro            | Portugal            | -1 lap   |
| -  | Annie Last                | Verenigd Koninkrijk | DNF      |
| -  | Anne Terpstra             | Nederland           | DNS      |

#### Beloften[5]
| №      | Naam                  | Land        | Tijd    |
| ------ | --------------------- | ----------- | ------- |
| Goud   | Sina Frei             | Zwitserland | 1:23:31 |
| Zilver | Marika Tovo           | Italië      | 1:24:37 |
| Brons  | Rocio del Alba Garcia | Spanje      | 1:25:39 |

#### Junioren[6]
| №      | Naam           | Land                | Tijd    |
| ------ | -------------- | ------------------- | ------- |
| Goud   | Laura Stigger  | Oostenrijk          | 1:05:07 |
| Zilver | Harriet Hamden | Verenigd Koninkrijk | 1:07:09 |
| Brons  | Tereza Šašková | Tsjechië            | 1:07:53 |

## Eliminator

### Mannen
| №      | Naam                  | Land      |
| ------ | --------------------- | --------- |
| Goud   | Titouan Perrin-Ganier | Frankrijk |
| Zilver | Lorenzo Serres        | Frankrijk |
| Brons  | Simon Rogier          | Frankrijk |
| 4      | Hugo Briatta          | Frankrijk |
| 5      | Jay Bytebier          | België    |

### Vrouwen
| №      | Naam                      | Land      |
| ------ | ------------------------- | --------- |
| Goud   | Iryna Popova              | Oekraïne  |
| Zilver | Coline Clauzure           | Frankrijk |
| Brons  | Barbora Průdková          | Tsjechië  |
| 4      | Anne Terpstra             | NED       |
| 5      | Ingrid Sofie Bøe Jacobsen | NOR       |

## Marathon

### Mannen[7]
| №      | Naam                | Land    | Tijd     |
| ------ | ------------------- | ------- | -------- |
| Goud   | Aleksey Medvedev    | Rusland | 04:19:59 |
| Zilver | Samuele Porro       | Italië  | 04:21:33 |
| Brons  | Fabian Rabensteiner | Italië  | 04:23:09 |

### Vrouwen[8]
| №      | Naam                   | Land        | Tijd     |
| ------ | ---------------------- | ----------- | -------- |
| Goud   | Gunn-Rita Dahle Flesjå | Noorwegen   | 05:06:16 |
| Zilver | Maja Włoszczowska      | Polen       | 05:06:39 |
| Brons  | Ariane Lüthi           | Zwitserland | 05:16:46 |

## Ultra marathon

### Mannen
| №      | Naam                    | Land   | Tijd |
| ------ | ----------------------- | ------ | ---- |
| Goud   | Joseba Albizu           | Spanje |      |
| Zilver | Alberto Fernández Sainz | Spanje |      |
| Brons  | Guillem Cassu Cantin    | Spanje |      |

### Vrouwen
| №      | Naam                   | Land   | Tijd |
| ------ | ---------------------- | ------ | ---- |
| Goud   | Clara Fernández Chafer | Spanje |      |
| Zilver | Ramona Gabriel Batalla | Spanje |      |
| Brons  | Sandra Jordà Pascó     | Spanje |      |

## Downhill[9]

### Mannen[10]

#### Elite
| №      | Naam                     | Land      | Tijd     |
| ------ | ------------------------ | --------- | -------- |
| Goud   | Francisco Pardal         | Portugal  | 4:11.306 |
| Zilver | Benoît Coulanges         | Frankrijk | 4:11.416 |
| Brons  | Johannes Von Klebelsberg | Italië    | 4:13.015 |

#### Junioren
| №      | Naam             | Land      | Tijd     |
| ------ | ---------------- | --------- | -------- |
| Goud   | Tiago Ladeira    | Portugal  | 4:19.009 |
| Zilver | Mika Hopp        | Duitsland | 4:20.247 |
| Brons  | Stefano Introzzi | Italië    | 4:20.837 |

### Vrouwen[10]

#### Elite
| №      | Naam             | Land        | Tijd     |
| ------ | ---------------- | ----------- | -------- |
| Goud   | Monika Hrastnik  | Slovenië    | 4:46.855 |
| Zilver | Morgane Charre   | Frankrijk   | 4:49.847 |
| Brons  | Camille Balanche | Zwitserland | 5:05.514 |

#### Junioren
| №      | Naam             | Land       | Tijd     |
| ------ | ---------------- | ---------- | -------- |
| Goud   | Nastasia Gimenez | Frankrijk  | 4:57.256 |
| Zilver | Valentina Höll   | Oostenrijk | 4:59.978 |
| Brons  | Lelia Tasso      | Italië     | 5:45.547 |

## Trialbike

### Mannen

#### Elite 20"[11]
| №      | Naam              | Land       |
| ------ | ----------------- | ---------- |
| Goud   | Ion Areitio       | Spanje     |
| Zilver | Thomas Pechhacker | Oostenrijk |
| Brons  | Dominik Oswald    | Duitsland  |

#### Elite 26"[12]
| №      | Naam           | Land                |
| ------ | -------------- | ------------------- |
| Goud   | Jack Carthy    | Verenigd Koninkrijk |
| Zilver | Nicolas Vallée | Frankrijk           |
| Brons  | Pol Tarrés     | Spanje              |

#### Junioren 20"[13]
| №      | Naam               | Land      |
| ------ | ------------------ | --------- |
| Goud   | Alejandro Montalvo | Spanje    |
| Zilver | Noah Sandritter    | Duitsland |
| Brons  | Martí Arán         | Spanje    |

#### Junioren 26"[14]
| №      | Naam            | Land      |
| ------ | --------------- | --------- |
| Goud   | Oliver Widmann  | Duitsland |
| Zilver | Nathan Charra   | Frankrijk |
| Brons  | Romain Lassance | België    |

### Vrouwen[15]
| №      | Naam             | Land      |
| ------ | ---------------- | --------- |
| Goud   | Nina Reichenbach | Duitsland |
| Zilver | Manon Basseville | Frankrijk |
| Brons  | Alba Hidalgo     | Spanje    |

## Strandrace

### Mannen
| №      | Naam           | Land      | Tijd |
| ------ | -------------- | --------- | ---- |
| Goud   | Lars Boom      | Nederland |      |
| Zilver | Mike Teunissen | Nederland |      |
| Brons  | Bram Imming    | Nederland |      |

### Vrouwen
| №      | Naam                 | Land      | Tijd |
| ------ | -------------------- | --------- | ---- |
| Goud   | Pauliena Rooijakkers | Nederland |      |
| Zilver | Riejanne Markus      | Nederland |      |
| Brons  | Rozanne Slik         | Nederland |      |

1989 · 
1990 ·
1991 · 
1992 ·
1993 ·
1994 ·
1995 ·
1996 ·
1997 ·
1998 ·
1999 ·
2000 ·
2001 ·
2002 ·
2003 ·
2004 ·
2005 ·
2006 ·
2007 ·
2008 ·
2009 ·
2010 ·
2011 ·
2012 ·
2013 ·
2014 ·
2015 ·
2016 ·
2017 ·
2018 ·
2019 ·
2020 ·
2021 ·
2022 ·
2023 ·
2024 ·
2025